# Долар дез Ормо (Квебек)
Долар дез Ормо (фр. Dollard-Des Ormeaux) је град у Канади у покрајини Квебек. Према резултатима пописа 2011. у граду је живело 49.637 становника.

## Становништво
Према резултатима пописа становништва из 2011. у граду је живело 49.637 становника, што је за 1,4% више у односу на попис из 2006. када је регистровано 48.930 житеља.
| 2006.  | 2011.  |
| ------ | ------ |
| 48.930 | 49.637 |